# Aleksandăr Georgiev
Aleksandăr Janev Georgiev (in bulgaro Александър Янев Георгиев?; Varna, 20 gennaio 1990) è un cestista bulgaro.

## Carriera
Con la Bulgaria ha disputato due edizioni dei Campionati europei (2011, 2022).

## Palmarès
- Coppa d'Austria: 1

Güssing Knights: 2015